# ارمان رنو
ارمان رنو (به فرانسوی: Armand Renaud) (زادهٔ ۲۹ ژوئیه ۱۸۳۶ - درگذشتهٔ ۱۵ اکتبر ۱۸۹۵) شاعر و ادیب فرانسوی بود.بیشتر آثار او از ادبیات فارسی و ژاپنی الهام پذیرفته بود.

## آثار
- La Griffe rose (۱۸۶۲)
- Caprices de boudoir (۱۸۶۴)
- Les Pensées tristes (۱۸۶۵)
- Nuits persanes (۱۸۷۰)
- Au bruit du canon (۱۸۷۱)
- L'Héroïsme (۱۸۷۳)
- Idylles Japonaises (۱۸۸۰)
- Recueil intime (۱۸۸۱)
- Drames du peuple (۱۸۸۵)